# 피플 세상속으로
《피플 세상속으로》는 한국방송공사의 KBS 1TV에서 2000년 5월 2일부터 2007년 4월 27일까지 방송되었던 시사교양 프로그램이었다.

## 방송 시간
| 방송 채널 | 방송 기간                          | 방송 시간                            |
| --------- | ---------------------------------- | ------------------------------------ |
| KBS 1TV   | 2000년 5월 2일 ~ 2000년 10월 3일   | 매주 화요일 밤 10시 ~ 10시 50분      |
| KBS 1TV   | 2001년 11월 6일 ~ 2002년 3월 26일  | 매주 화요일 밤 10시 ~ 10시 50분      |
| KBS 1TV   | 2000년 10월 12일 ~ 2001년 11월 1일 | 매주 목요일 저녁 7시 35분 ~ 8시 25분 |
| KBS 1TV   | 2002년 4월 4일 ~ 2006년 11월 16일  | 매주 목요일 저녁 7시 30분 ~ 8시 25분 |
| KBS 1TV   | 2006년 11월 24일 ~ 2007년 4월 27일 | 매주 금요일 저녁 7시 30분 ~ 8시 25분 |

## 기획 의도
- 오늘을 사는 사람들을 통해 세상의 변화, 속도, 시대 등의 코드를 읽어갔던 시사교양 프로그램이었다.

## 프로그램 소개
- '피플 세상속으로'에서는 이런 사람들을 만날 수 있습니다.
- 1. 뉴스속의 인물, 이시대를 움직이는 사람들.
- 2. 시대의 변화를 이끌어 가는 사람들.
- 3. 모두가 공감하는 감동의 주인공들.

## 역대 진행자
277회 ~ 329회 마지막회 까지 최종 방송분은 진행자 없이 내레이션으로 구성하여 방영하여 회차 당 3번씩에서 2번씩으로 변경하여 방영했다.
| 대수 | 진행자                    | 진행 기간                        | 비고  |
| ---- | ------------------------- | -------------------------------- | ----- |
| 1대  | 송지헌 방송인/前 아나운서 | 2000년 5월 2일 ~ 2004년 4월 29일 |       |
| 2대  | 이형걸 아나운서           | 2004년 5월 6일 ~ 2006년 4월 6일  | [ 1 ] |

## 역대 내레이션
- 송지헌 방송인/前 아나운서
- 정용실 아나운서[2]
- 박형욱 성우[3]
- 홍소연 아나운서
- 김태규 아나운서실 실장
- 이형걸 당시 아나운서(現 청주방송총국장) (메인 MC 겸 활동)[4]
- 김경란 前 아나운서/방송인
- 박사임 아나운서
- 유애리 前 아나운서[5] (임시 내레이션)
- 원석현 아나운서실 현업지원부장 (임시 내레이션)
- 김재원 아나운서실 부팀장 (임시 내레이션)
- 최승돈 아나운서실 겸 수신료국 담당 (임시 내레이션)
- 윤인구 아나운서(2001년~2002년~2003년 이후 일자 미상)
- 황정민 前 아나운서
- 김기만 아나운서실 차장[6]

## 같이 보기
- 현장기록, 요즘사람들 (1989년 ~ 1993년)
- 인간극장 (KBS 2TV → KBS 1TV)

1. ↑  2003년 언론노조 KBS본부 조합원으로 활동하다가, 1년 후 진행 겸 내레이션으로 활동함, 2021년 12월 ~ 2023년 12월 까지 2년 동안 KBS청주방송총국 총국장을 역임했다.
2. ↑  PD 한창록의 부인
3. ↑  現 우리말 겨루기 내레이션, 2TV 무엇이든 물어보세요 내레이션
4. ↑  파업으로 인하여 2004년 방송분은 김병찬 前 아나운서/現 방송인가 대신 임시로 메인 MC 내레이션으로 했다.
5. ↑  2018년 정년퇴직
6. ↑  現 동행 내레이션([방송 그후]에 한헤서만 내레이션을 함)